# Бізінген
Бізінген (нім. Bisingen) — громада в Німеччині, знаходиться в землі Баден-Вюртемберг. Підпорядковується адміністративному округу Тюбінген. Входить до складу району Цоллернальб.
Площа — 32,84 км2. Населення становить 9647 ос. (станом на 31 грудня 2020).